# Saint-Denis – Porte de Paris (stanice metra v Paříži)
Saint-Denis – Porte de Paris je nepřestupní stanice pařížského metra na severovýchodní větvi linky 13. Nachází se mimo hranice Paříže na území města Saint-Denis na náměstí Place de la Porte de Paris.

## Historie
Stanice byla otevřena 20. června 1976 při prodloužení linky ze stanice Carrefour Pleyel do Basilique de Saint-Denis.
Po otevření národního stadiónu Stade de France byla upravena, aby mohla zvládat velký nápor cestujících při sportovních soutěžích.

## Výzdoba stanice

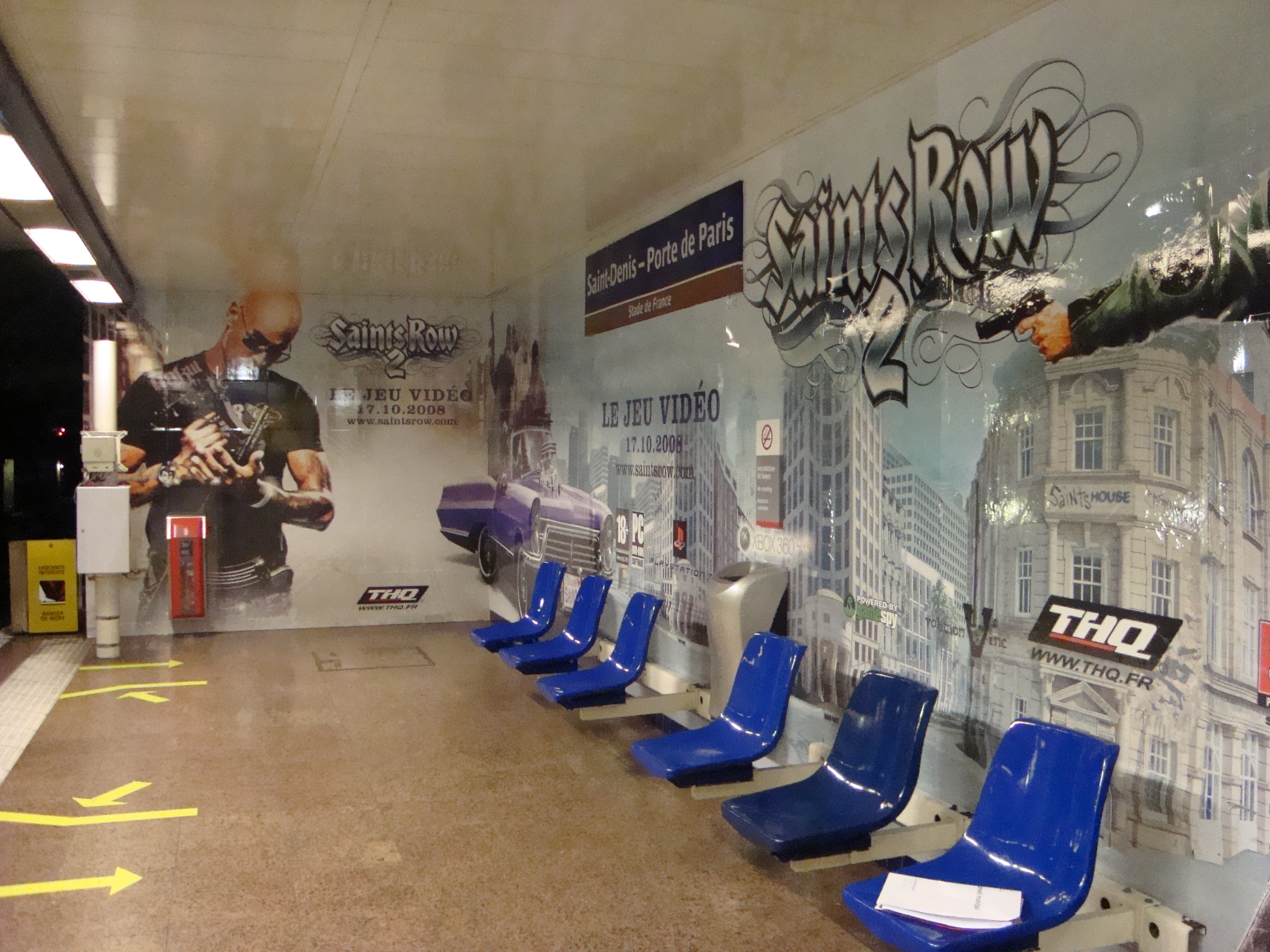
Kontroverzní reklama ve stanici

Stanice má plochý strop s překlady, stěny jsou rovné, obložené bílými čtvercovými dlaždicemi, které jsou často pokryty reklamami sportovních sponzorů. V říjnu 2008 vyvolala polemiku reklamní kampaň na videohru Saints Row 2, kdy byly ve stanici vylepeny billboardy s námětem násilí (gangy se střelnými zbraněmi apod.). Místní obyvatelé žádali o stažení této reklamy. Zatímco papírové plakáty byly přelepeny, vyobrazení na plastových foliích zůstalo až do konce kampaně.

## Název
Jméno stanice se skládá ze dvou částí. Sant-Denis podle města, ve kterém se stanice nachází. Porte de Paris neboli Pařížská brána podle staré brány, která stála na tomto místě a kudy vedla cesta do Paříže.
Na informačních tabulích je oficiální název stanice doplněn ještě podnázvem psaným malým písmem: Stade de France podle nedalekého stadiónu.

## Vstupy
Stanice má čtyři východy:
- La Plaine - Stade de France
- Hôpital Casanova
- Boulevard Marcel Sembat
- Centre-Ville

## Zajímavosti v okolí
- Stade de France
- Musée d'art et d'histoire de Saint Denis - Muzeum města Saint Denis